# Dylan Bruno
Dylan Bruno (6 de setembro, 1972) é um ator americano e ex-modelo, ele ganhou notoriedade ao interpretar um agente do FBI Colby Granger em Numb3rs, uma série da CBS.

## Biografia

### Vida pessoal
Em 1994 Dylan ganhou um barchelato de ciências em engenheira ambiental no Instituto de Tecnologia de Massachusetts (MIT). No MIT jogava futebol americano na posição de linebacker. No liceu era um lutador (de Wrestling) classificado nacionalmente e competiu várias vezes nos AAU Junior Olympic Games. É casado com Emmeli Hultquist, com quem tem dois filhos.[carece de fontes?]

### Carreira
Enquanto trabalhava como modelo para a Calvin Klein, Dylan estreou-se como actor em 1995 na série da NBC, High Sierra Search and Rescue. Nos filmes estreou-se em 1997, mais precisamente em Naked Ambition. Já em 1998 conquistou pequenos papéis em Saving Private Ryan e When Trumpets Fade. Foi co-protagonista de The Rage: Carrie 2 em 1999, Where the Heart Is em 2000 e Going Greek em 2001. Interpretou um policial de Los Angeles em The One, um artista de rock em The Simian Line em 2001, e ainda Harry "Blaine" Mayhugh, Jr., em The Pennsylvania Miners Story em 2002.
Dylan também fez trabalho de voz para diversos produtos como Bacardi Silver, Coors Light, Virtual Boy, e Handycam Sony. Além disso, actualmente é o narrador do programa Rides do Discovery Channel.

## Filmografia
| Film | Film                           | Film                | Film                   |
| Ano  | Filme                          | Papel               | Notas                  |
| ---- | ------------------------------ | ------------------- | ---------------------- |
| 1998 | Saving Private Ryan            | Toynbe              |                        |
| 1998 | When Trumpets Fade             | Sgt. Patrick Talbot |                        |
| 1999 | The Rage: Carrie 2             | Mark                |                        |
| 2000 | The Simian Line                | Billy               |                        |
| 2000 | Where the Heart Is "           | Willy Jack Pickens  |                        |
| 2001 | Going Greek                    | Jake                |                        |
| 2001 | The One                        | Yates               |                        |
| 2002 | The Fastest Man in the World   | Jake                |                        |
| 2002 | The Anarchist Cookbook         | Johnny Black        |                        |
| 2002 | The Pennsylvania Miners' Story | Young Grace Kelly   | Feito para a Televisão |
| 2003 | The Break                      | Dane Patterson      |                        |
| 2003 | Grand Theft Parsons            | Traffic Cop         |                        |
| 2007 | Last of the Romantics          | Chet Dickman        |                        |
| 2008 | Quid Pro Quo                   | Scott               |                        |
| 2010 | NCIS                           | Lt. Jason Dean      |                        |
| 2010 | Bones                          | Child's Father      |                        |
| 2011 | The Mentalist                  | Dean Puttock        |                        |
| 2011 | "Fixing Pete"                  | Pete Camden         |                        |
| 2014 | Taken 3                        | Smith               |                        |